# Les Aventures de Bucket et Skinner
Les Aventures de Bucket et Skinner (Bucket and Skinner's Epic Adventures) est une série télévisée américaine en 26 épisodes de 23 minutes créée par Boyce Bugliari et Jamie McLaughlin diffusée sur Nickelodeon.
La première moitié de la saison 1 a été diffusée du 1er juillet 2011 au 7 octobre 2011. Après une pause de cinq mois, la seconde moitié est diffusée depuis le 17 mars 2012. Ashley Argota a néanmoins confirmé le 5 juillet 2012 que la série avait été annulée.
En France, la série est diffusée entre le 9 janvier 2012 et le 7 janvier 2013 sur Nickelodeon puis sur Nickelodeon Teen.

## Synopsis
La série suit deux amis de Pacific Bluffs, ville fictive de Californie.

## Distribution
- Taylor Gray (VF : Benjamin Bollen) : Bucket
- Dillon Lane (ru) (VF : Tony Marot) : Skinner
- Ashley Argota (VF : Françoise Escobar) : Kelly Peckinpaugh
- Tiffany Espensen : Piper Peckinpaugh
- Glenn McCuen (en) : John « Aloe » Aloysius
- George Back (pl) : Trois Portions (Three Pieces)
- Bryan Craig : Blake Dunkirk

## Épisodes
| Saison | Saison | Épisodes | États-Unis       | États-Unis | France         | France         |
| Saison | Saison | Épisodes | Début            | Fin        | Début          | Fin            |
| ------ | ------ | -------- | ---------------- | ---------- | -------------- | -------------- |
|        | 1      | 26       | 1er juillet 2011 | 8 mai 2013 | 9 janvier 2012 | 7 janvier 2013 |

## Saison 1 (2011-2013)
1. Élection de malade (Epic Election)
2. Des filles de malade (Epic Girls)
3. Petits boulots de malade (Epic Jobs)
4. Cerveaux de malade (Epic Brains)
5. Des danseurs de malade (Epic Dancer)
6. Comédie musicale de malade (Epic Musical)
7. Des rockstars de malade (Epic Rockstar)
8. Une évasion de malade (Epic Escape)
9. Un copilote de malade (Epic Wingman)
10. Des baby-sitters de malade(Epic Babysitters)
11. Une planche de malade (Epic Bobo)
12. Un duel de malade (Epic Takeover)
13. Des rencards de malade (Epic Dates)
14. Une journée de malade (Epic Cuffs)
15. Des intrus de malade (Epic Crashers)
16. Une trouille de malade (Epic Haunting)
17. Une escapade de malade (1/2) (Epic Roadtrip (1/2))
18. Une escapade de malade (2/2) (Epic Roadtrip (2/2))
19. Un Noël de malade (Epic Christmas)
20. Un poulet de malade (Epic Chicken)
21. Des girls de malade (Epic Cheer)
22. Un amour de malade (Epic Crush)
23. Des Cupidons de malade (Epic Cupids)
24. Un copieur de malade (Epic Copycat)
25. Un combat de malade (Epic Showdown)
26. Une otarie de malade (Epic Seal)